# Zakrzewo (powiat lipnowski)
Zakrzewo – wieś w Polsce położona w województwie kujawsko-pomorskim, w powiecie lipnowskim, w gminie Wielgie.

## Podział administracyjny
W latach 1975–1998 miejscowość należała administracyjnie do województwa włocławskiego.

## Demografia
Według Narodowego Spisu Powszechnego (III 2011 r.) liczyła 161 mieszkańców. Jest piętnastą co do wielkości miejscowością gminy Wielgie.